# Matteo Giovannetti

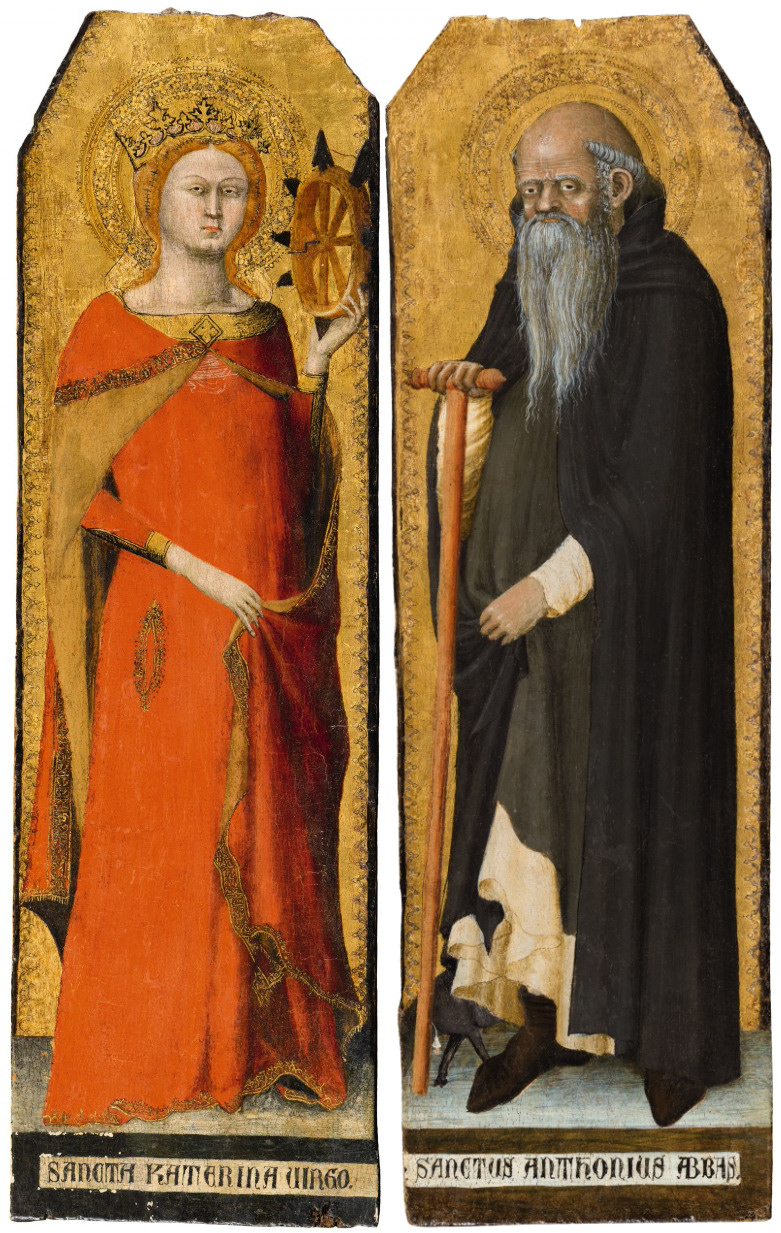
Altarbilder mit der Hl. Katharina von Alexandrien und dem Hl. Antonius Abbas (ca. 1345)

Matteo Giovannetti (* um 1300 in Viterbo; † nach 1368) war ein italienischer Maler.

## Leben
Matteo Giovannetti wuchs in Viterbo auf. Dort wurde er 1322 als Priester und später als Kanoniker erwähnt. Beeindruckt durch die Kunst von Simone Martini und der Lorenzetti-Brüder ließ er sich zum Maler ausbilden.
1343 folgte er Martini an den Hof der Päpste nach Avignon und wurde dort unter Papst Clemens VI. als Meister der Malerei beschäftigt. Zu seinem dortigen Freundeskreis gehörte Francesco Petrarca. 1344 begann Giovannetti mit der Ausgestaltung der Saint-Martial-Kapelle, 1345 folgten das Oratorium der Kapelle St. Michael und 1347 der Saal des Konsistoriums und die Kapelle St. Jean. Um 1355 fertigte er im Auftrag von Papst Innozenz VI. die Fresken der Chartreuse Notre-Dame-du-val-de-Bénédiction in Villeneuve-lès-Avignon.
Nach Beendigung seiner Arbeiten kehrte er 1367 im Gefolge von Urban V. nach Italien zurück und arbeitete an Gemälden im Vatikan. 1368 wurde Giovannetti letztmals erwähnt.

## Werk und Bedeutung
Neben seinen großformatigen Fresken fertigte Matteo Giovannetti auch mehrere Altar- und Tafelbilder, die jedoch überwiegend verschollen sind.

„Sein höchst modern anmutendes physiognomisches Interesse ließ ihn Figuren, Gebärden und Kopftypen schaffen, die alle bis dahin geltenden Konventionen sprengten. Dies konnte Giovannetti erst durch die Begegnung mit der Kunst in Avignon erreichen. Und in diesem internationalen Klima in Südfrankreich am päpstlichen Hof wurde er zu dem, was er war, nämlich zu einem der originellsten Maler nicht allein Italiens, sondern Europas. In seiner Kunst finden sich bereits Ingredienzen, die die internationale Gotik im ersten Viertel des 15. Jahrhunderts ausmachen werden.“

2014 wurden zwei seiner Altarbilder mit Darstellungen der heiligen Katharina von Alexandrien und des Heiligen Antonius im Kunsthaus Lempertz für 2.656.000 € versteigert.